# Jesús Sagredo
Jesús Manuel Sagredo Chávez  (Santa Cruz de la Sierra, 10 de marzo de 1994) es un futbolista boliviano que juega como defensor en Bolívar de la Primera División de Bolivia.  
Es hermano del futbolista José Sagredo.

## Selección nacional
Hizo su debut con la Selección boliviana el 9 de octubre de 2020 frente a la Selección de Brasil.

## Clubes
| Club                     | País    | Año           |
| ------------------------ | ------- | ------------- |
| Blooming                 | Bolivia | 2015          |
| Destroyers (Préstamo)    | Bolivia | 2015 - 2017   |
| Blooming                 | Bolivia | 2017-2020     |
| The Strongest (Préstamo) | Bolivia | 2021          |
| Blooming                 | Bolivia | 2022          |
| Bolívar                  | Bolivia | 2023-presente |